# Séisme de 1531 au Portugal
Le séisme de 1531 au Portugal est un séisme qui s'est produit le 26 janvier 1531 dans le centre du Portugal. Il touche particulièrement les villes de Lisbonne et Santarem et fait au total 30 000 morts.